# Malayozodarion
Malayozodarion is een geslacht van spinnen uit de familie mierenjagers (Zodariidae).

## Soorten
Het geslacht kent de volgende soorten:
- Malayozodarion hoiseni Ono & Hashim, 2008